# Backe, Strömsunds kommun
Backe är en tätort i Fjällsjö distrikt i Strömsunds kommun och kyrkbyn i Fjällsjö socken. Orten ligger i landskapet Ångermanland och sedan 1974 i Jämtlands län. 

## Historia
Backe var under åren 1863–1973 centralort i Fjällsjö kommun.

### Befolkningsutveckling
| Befolkningsutvecklingen i Backe 1960–2020                                                | Befolkningsutvecklingen i Backe 1960–2020 | Befolkningsutvecklingen i Backe 1960–2020 | Befolkningsutvecklingen i Backe 1960–2020 | Befolkningsutvecklingen i Backe 1960–2020 |
| ---------------------------------------------------------------------------------------- | ----------------------------------------- | ----------------------------------------- | ----------------------------------------- | ----------------------------------------- |
|                                                                                          |                                           |                                           |                                           |                                           |
| År                                                                                       |                                           |                                           | Folkmängd                                 | Areal (ha)                                |
| 1960                                                                                     | 1960                                      |                                           | 966                                       |                                           |
| 1965                                                                                     | 1965                                      |                                           | 1 022                                     |                                           |
| 1970                                                                                     | 1970                                      |                                           | 983                                       |                                           |
| 1975                                                                                     | 1975                                      |                                           | 970                                       |                                           |
| 1980                                                                                     | 1980                                      |                                           | 973                                       |                                           |
| 1990                                                                                     | 1990                                      |                                           | 849                                       | 126                                       |
| 1995                                                                                     | 1995                                      |                                           | 760                                       | 126                                       |
| 2000                                                                                     | 2000                                      |                                           | 675                                       | 126                                       |
| 2005                                                                                     | 2005                                      |                                           | 625                                       | 126                                       |
| 2010                                                                                     | 2010                                      |                                           | 599                                       | 126                                       |
| 2015                                                                                     | 2015                                      |                                           | 535                                       | 152                                       |
| 2016                                                                                     | 2016                                      |                                           | 546                                       | 152##                                     |
| 2017                                                                                     | 2017                                      |                                           | 569                                       | 152##                                     |
| 2018                                                                                     | 2018                                      |                                           | 543                                       | 152                                       |
| 2020                                                                                     | 2020                                      |                                           | 498                                       | 150                                       |
| ## Arean 31 december 2016, 2017 och 2018 fortsatt samma som avgränsades som tätort 2015. |                                           |                                           |                                           |                                           |

## Samhället
I Backe finns Backe sjukhus, ett före detta lasarett som invigdes 1964. Det har under åren gått från att vara lasarett till hälsocentral och sedan till distriktssköterskemottagning för att sedan åter bli en läkarbemannad hälsocentral. Sedan tidigare fanns ett sjukhus på orten från sent 1800-tal.